# 头曼城
秦汉之际的匈奴头曼单于庭，中国古书叫"头曼城'。《汉书·地理志》五原郡条下记载：“（五原郡）稒阳，北出石门障得光禄城，又西北得支就城，又西北得头曼城，又西北得虖河城，又西得宿虏城。”在今内蒙古巴彦淖尔市乌拉特中旗德岭山水库国家水利风景区东山上。
- 王北辰西北历史地理论文集（页面存档备份，存于）